# Рудня-Тереховка
Рудня-Тереховка — деревня в Клинцовском районе Брянской области в составе Коржовоголубовского сельского поселения.

## География
Находится в западной части Брянской области на расстоянии приблизительно 8 км на север-северо-восток по прямой от районного центра города Клинцы.

## История
Известна с середины XVIII века как Ельня, Рудня-Борозднина, владение генерального бунчучного Ивана Бороздны (первоначальное название - Ельня, Рудня-Борозднина; казачьего населения не имела).
До 1781 входила в Новоместскую сотню Стародубского полка. 
С 1782 по 1921 в Суражском уезде
С 1861 - в составе Голубовской волости,
с 1890-х гг. в Кулагской волости,
В 1921-1929 в Клинцовском уезде (Кулагская, с 1924 Клинцовская волость).
До 1930-х гг. - центр Руднетереховского сельского совета
До 2005 в Сосновском (Гнилушском) сельском совете.
В 1859 году здесь (деревня Суражского уезда Черниговской губернии) учтено было 18 дворов, в 1892—43 двора.
В середине XX века работал колхоз «Красное знамя». 

## Население
Численность населения: 177 человек (1859), 320 человек (1892), 81 человек (2002), 43 человек (2010), 38 человек (2013), 47 человек (2017), 41 человек (2021).
Будет упразднена как фактически не существующая в связи с переселением всех жителей на постоянное место жительства в другие населённые пункты.